# Sclerantheae
Sclerantheae, tribus biljaka iz porodice klinčićevki. Postoji deset priznatih rodova.

## Rodovi i broj vrsta
1. Wilhelmsia Rchb. (1 sp.)
2. Honckenya Ehrh. (1 sp.)
3. Schiedea Cham. & Schltdl. (36 spp.)
4. Triplateia Bartl. (1 sp.)
5. Maguirellaria Iamonico (2 spp.)
6. Geocarpon Mack. (7 spp.)
7. Mononeuria Rchb. (3 spp.)
8. Scleranthus L. (15 spp.)
9. Pentastemonodiscus Rech.f. (1 sp.)
10. Cherleria L. (19 spp.)